# Pay in Blood
"Pay in Blood" es la quinta canción del álbum de Bob Dylan Tempest, publicado en septiembre de 2012. Como la mayoría de las composiciones de Dylan en el siglo XXI, está editada bajo el pseudónimo de Jack Frost. Es una canción de género folk rock o rock and roll.

## Composición
Según Elvis Costello, amigo de Dylan. este escribió esta canción en la primera mitad de 2011, y se la leyó cuando ambos se encontraban en el West Coast Blues & Roots Festival, en Fremantle (Australia).